# Daniel Huling

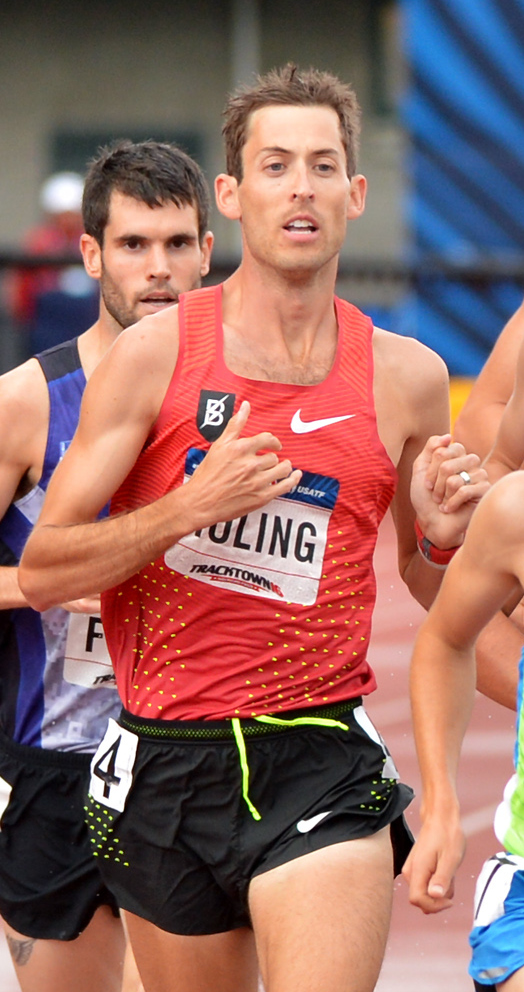
Daniel Huling, 2016

Daniel Huling (* 16. Juli 1983) ist ein US-amerikanischer Hindernisläufer.
Bei den Weltmeisterschaften 2009 in Berlin schied er über 3000 Meter Hindernis im Vorlauf aus.
2010 wurde er beim Continentalcup in Split Achter. Bei den Weltmeisterschaften 2011 in Daegu und 2013 in Moskau kam er nicht über die erste Rune hinaus.
2015 wurde er bei den Weltmeisterschaften in Peking Fünfter.
2010 wurde er US-Meister über 3000 Meter Hindernis.

## Persönliche Bestzeiten
- 1500 m: 3:37,53 min, 14. Mai 2012, Swarthmore
- 2000 m (Halle): 5:02,41 min, 15. Februar 2014, New York City
- 3000 m: 7:44,42 min, 17. Juli 2013, Luzern
  - Halle: 7:49,93 min, 5. Februar 2011,	Boston
- 5000 m: 13:18,42 min, 28. April 2013, Palo Alto
  - Halle: 13:57,09 min, 31. Januar 2009, Bloomington
- 3000 m Hindernis: 8:13,29 min, 8. Juli 2010, Lausanne